# Ataenius tindalensis
Ataenius tindalensis är en skalbaggsart som beskrevs av Zdzisława Stebnicka och Henry Fuller Howden 1997. Ataenius tindalensis ingår i släktet Ataenius och familjen Aphodiidae. Inga underarter finns listade.